# Parafia św. Stanisława w Koninie
Parafia św. Stanisława Biskupa i Męczennika w Koninie – parafia rzymskokatolicka, należąca do dekanatu Mszana Dolna w archidiecezji krakowskiej. Opiekę nad nią sprawują księża diecezjalni. Swoim zasięgiem obejmuje wieś Konina oraz kilka domów z Niedźwiedzia. Parafia została erygowana 3 grudnia 2006, przez wydzielenie z parafii w Niedźwiedziu.
Funkcję kościoła parafialnego pełni dawna kaplica dojazdowa parafii w Niedźwiedziu a obecnie kościół pod wezwaniem św. Stanisława.
Odpust parafialny obchodzony jest w dniu 8 maja. 
Proboszczem parafii jest ks. Jan Wróbel.